# Tom Barlow
Thomas B. "Tom" Barlow (Trenton, Nueva Jersey, 9 de julio de 1896-Lakehurst, Nueva Jersey, 26 de septiembre de 1983) fue un baloncestista estadounidense que jugó durante 20 temporadas en la distintas ligas profesionales y semiprofesionales de su país, así como en equipos independientes. Es recordado sobre todo por su paso por los Philadelphia Sphas de la ABL. Con 1,85 metros de estatura, jugaba en la posición de pívot. Es miembro, desde 1981, del Basketball Hall of Fame.

## Trayectoria deportiva
Tras su paso por el Community College de Trenton, comenzó a jugar con apenas 17 años de forma profesional. En 1922, cuando los Trenton Tigers se entrentaron con los Original New York Celtics en el Madison Square Garden, los promotores desplegaron una pancarta de 2,15 metros de altura con la foto de Barlow de cuerpo entero, con la frase El cavernícola Barlow juega esta noche aquí. Barlow no medía eso, sino tan solo 1,85, pero era un fuerte anotador, reboteador y defensor. Durante sus 20 años de carrera jugó en más de una docena de equipos, en ocasiones en dos o tres de forma simultánea.
Jugador temperamental, era temido tanto por los equipos rivales como por los árbitros. En una ocasión, jugando en la Eastern Basketball League, golpeó al árbitro Herm Baetzel en la cara, por lo que fue suspendido durante media temporada. En su última temporada en una gran liga, la ABL, acabó como quinto máximo anotador.